# ウェイデン・トランスポーテーション・レディース・クラシック
ウェイデン・トランスポーテーション・レディース・クラシック (英語: Wayden Transportation Ladies Classic) は、カナダ・ブリティッシュコロンビア州アボッツフォードで毎年11月に開催されていたカーリング大会。ワールドカーリングツアー内の旧グランドスラムのひとつ。

## 概要
2000年にアボッツフォード・レディースとして開始し、2006-07シーズンよりグランドスラムに追加され、ウェイデン・トランスポーテーション・レディース・クラシックに名称変更。2008-09シーズンをもって大会が廃止された。

## 結果
| 開催年                                                     | 優勝スキップ                 | 準優勝スキップ               | 賞金総額（CAD）              |
| アボッツフォード・レディース                               | アボッツフォード・レディース | アボッツフォード・レディース | アボッツフォード・レディース |
| ---------------------------------------------------------- | ---------------------------- | ---------------------------- | ---------------------------- |
| 2000                                                       | シャノン・クライブリンク     |                              |                              |
| 2001                                                       | シャノン・クライブリンク     |                              |                              |
| 2002                                                       | ケリー・スコット             |                              |                              |
| 2003                                                       | ケリー・スコット             |                              |                              |
| 2004                                                       | ケリー・ロー                 |                              |                              |
| 2005                                                       | ジャネット・ハーヴェイ       |                              |                              |
| ウェイデン・トランスポーテーション・レディース・クラシック |                              |                              |                              |
| 2006                                                       | ステファニー・ロートン       | ルネル・ブライデン           | $60,000                      |
| 2007                                                       | ケリー・スコット             | ステファニー・ロートン       | $60,000                      |
| 2008                                                       | ジェニファー・ジョーンズ     | ステファニー・ロートン       | $60,000                      |